# Насонова, Валентина Александровна
Валентина Александровна Насонова (6 июля 1923 — 2 февраля 2011) — советский и российский ревматолог. Почётный президент Ассоциации ревматологов России. Академик РАМН.

## Биография
Окончила Московский стоматологический институт в 1946 году, клиническую ординатуру кафедры терапии. Работала на кафедре терапии и профессиональных болезней 1-го ММИ.
С 1958 года работала в Государственном НИИ ревматизма Министерства здравоохранения РСФСР (с 1982 года — НИИ ревматологии АМН СССР / РАМН, ныне — Научно-исследовательский институт ревматологии имени В. А. Насоновой).
С 1970 по 2001 годы — директор Института ревматологии РАМН, в 2001—2011 годах — почётный директор института.
Похоронена в Москве на Новодевичьем кладбище.
Сын — Евгений Львович Насонов, академик РАН, директор ФГБНУ «Научно-исследовательский институт ревматологии имени В. А. Насоновой».
Внучка — Насонова Анастасия Евгеньевна (1978 г. р.).

## Избранные научные труды
Автор около 500 научных работ и 9 монографий. Научные труды по системной красной волчанке, ревматоидному артриту, микрокристаллическим артритам, остеоартрозу и др.
- Геморрагический васкулит. (Болезнь Шенлейна — Геноха). — М., 1959
- Системная красная волчанка. — М., 1972
- «Многоликие» коллагенозы. (Новое в жизни, науке, технике. Сер. Медицина. № 8). — М., 1973
- Ревматизм. (Б-ка практического врача. Сердечно-сосудистые заболевания). — М., 1978 (в соавт.)
- Патогенетическая терапия ревматических заболеваний. — М., 1985 (в соавт.)
- Клиническая ревматология. Руководство. — М., 1989 (в соавт.)
- Проблема остеопороза в ревматологии. — М., 1997 (в соавт.)
- Краткое руководство по ревматологии. — М., 1999.

## Награды, почётные звания
- Орден «Знак Почёта»[6]
- Орден Трудового Красного Знамени[7]
- Орден Почёта (2003)[8]
- Медаль ордена «За заслуги перед Отечеством» II степени (2009)[9]
- Заслуженный деятель науки Российской Федерации (1997)[10]

## Память
С 2013 года имя Насоновой носит Научно-исследовательский институт ревматологии, который она возглавляла.
СПб ГБУЗ «Клиническая ревматологическая больница №25» города Санкт-Петербурга так же носит её имя.